# Anacristina Rossi

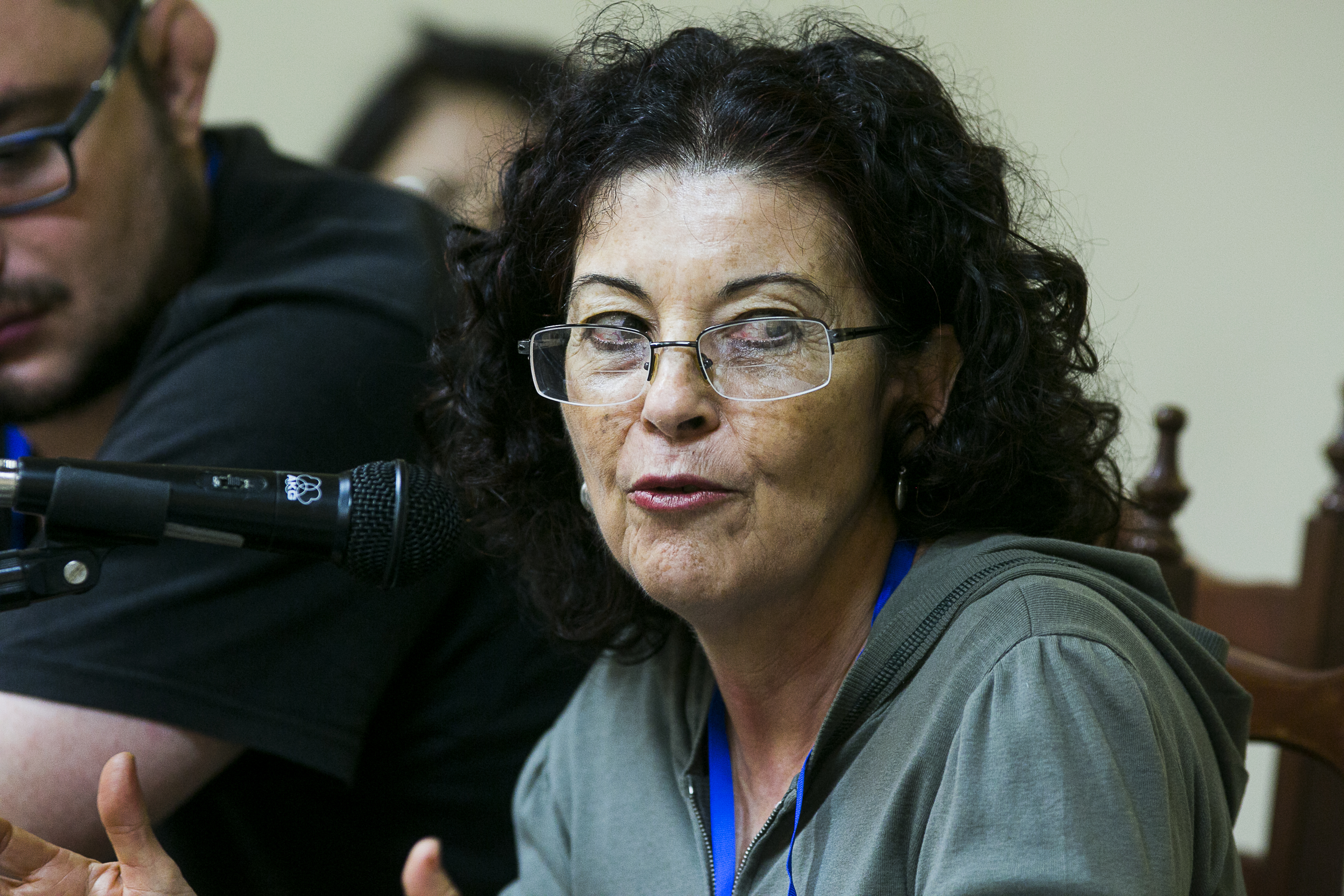
Anacristina Rossi năm 2015

Anacristina Rossi (sinh năm 1952 tại San José, Costa Rica) là một nhà văn Costa Rica.

## Tiểu sử
Sau khi học hát và nhảy múa ở quê nhà, bà du hành sang châu Âu và học tập tại Anh, Pháp và Hà Lan. Bà có bằng tốt nghiệp dịch thuật từ Đại học Paris và bằng thạc sĩ về nghiên cứu và phát triển phụ nữ từ Viện Nghiên cứu Xã hội Quốc tế.
Rossi đánh dấu sự thay đổi của thế kỷ trong văn học Costa Rica với cuốn tiểu thuyết María la noche. Người sở hữu một câu chuyện thân mật, nhiều lần khiêu khích, không nghi ngờ gì khi tham gia vào các chủ đề siêu việt xã hội bằng phương tiện khiếu nại. Tác giả đã ghi nhận những ảnh hưởng của Virginia Woolf, Henry Miller, Julio Cortázar, Marguerite Duras và Anaïs Nin.
Rossi cũng từng là một nhà bình luận và hoạt động trong các chủ đề môi trường. Các tác phẩm của bà đã được dịch sang tiếng Ý, tiếng Pháp và tiếng Anh, và nhiều câu chuyện của bà là một phần của tuyển tập và tạp chí ở Trung Mỹ, Pháp, Tây Ban Nha và Hoa Kỳ.
Hiện tại, bà là giáo sư tại Đại học Costa Rica.

## Tác phẩm

### Tiểu thuyết
- María la noche, Lumen, Barcelona, Tây Ban Nha, 1985. Tiểu thuyết dịch sang tiếng Pháp và xuất bản trong Actes Sud Editorial vào năm 1997 với tựa đề Maria la nuit.
- La Loca de Gandoca, EDUCA (Editorial Universitaria Centroamericana), San José (Costa Rica), 1991. Tác phẩm này sau đó được xuất bản bởi biên tập viên Legado, và được xuất bản bằng tiếng Anh dưới hình thức trái phép. Nó đã được thích nghi với nhà hát và khiêu vũ.
- Limón Blues, Alfaguara, San José, Costa Rica, 2002/2003.
- Limón Reggae, Editorial Legado, 2007.  Phần thứ hai của bộ ba bắt đầu với Limón Blues.[3]

### Truyện ngắn
- Situaciones Conyugales, Editorial REI, San José, Costa Rica, 1993.

### Tiểu luận
- "Essay on violence", Editorial Uruk, San José, 2007.
- "El corazón del desarraigo: la primera literatura afrocostarricense", Historia de las literaturas, Editorial F&G, Guatemala, 2010.
- "Change of economic system: a matter of survival", Magazine of Social Sciences of the University of Costa Rica.

## Giải thưởng
- Giải thưởng quốc gia của Aquileo Echeverría<meta /> năm 1985 bởi María la noche.
- Khách mời đặc biệt của Bộ Văn hóa Pháp tham gia chương trình Belles Etrangères năm 1997.
- Giải thưởng Ancora của Văn học trong năm 2002.
- Giải thưởng quốc gia của Novel Aquileo Echeverría năm 2002 bởi Limón Blues.
- Huy chương tổng thống về sự ra đời của Pablo Neruda, được Chính phủ Chile trao tặng năm 2004.
- Giải Mỹ Latinh của Narrative José María Arguedas, được trao tặng bởi House of the Américas năm 2004.
- Thành viên của Academia Costarricense de la Lengua (tác giả không nói đến năm 2009)